# Каппо, Рэй
Рэй Каппо (англ. Ray Cappo), также известен под своим кришнаитским именем Рагхуна́тх (англ. Raghunath, род. 11 января 1966, Данбери) — американский музыкант, вокалист хардкор-панк групп Youth of Today, Reflex From Pain, Shelter и Better Than a Thousand. Рэй Каппо и гитарист Джон Порселли считаются создателями кришнакора — нового музыкального поджанра хардкор-панка. Рэй Каппо также является основателем двух инди-лейблов: Equal Vision Records и Revelation Records.

## Ранние годы
Каппо начал музыкальную карьеру в своём родном городе Данбери, где его периодически приглашали в качестве диджея на университетскую радиостанцию WXCI, в передачу «The Adventure Jukebox». Каппо играл на радио самую разнообразную музыку в стиле хардкор. В этот период, Каппо активно поддерживал местные шоу хардкор-музыки, включая выступления таких коллективов, как No Milk on Tuesday, 76 % Uncertain, Seizure, End Product и Abusive Action.

## Youth of Today
В 1985 году, Рэй Каппо вместе со своим другом-гитаристом Джоном Порселли основал группу Youth of Today. Они захотели создать ансамбль straight edge в период, в который большинство групп straight edge старой школы прекратили своё существование. В качестве бас-гитариста и барабанщика, Рэй и Порселли пригласили в группу двух своих школьных друзей, Грэхама Филлипса и Даррена Пески, которые ранее играли вместе с Порселли в группе The Young Republicans.
В 1985 году Youth of Today записали дебютный мини-альбом Can’t Close My Eyes, который вышел на лейбле Positive Force Records, а затем и первый альбом, Break Down The Walls. После завершения концертного тура, последовавшего за выходом альбома, Youth of Today появились с двумя песнями в семплере лейбла Revelation Records New York Hardcore — The Way It Is, в записи которого также приняли участие такие нью-йоркские группы, как Bold, Gorilla Biscuits, Side By Side и Sick of it All. В 1988 году Youth of Today записали свой классичесский второй альбом We're Not In This Alone, изданный в Америке лейблом Caroline Records, а в Европе — Funhouse Records.
В начале 1989 года Youth of Today совершили концертный тур по Европе, выступив в Швеции, Норвегии, Дании, Германии, Швейцарии, Австрии, Югославии, Италии, Франции, Бельгии, Нидерландах и Англии. В 1990 году группа распалась, записав четыре песни для прощального мини-альбома, изданного Revelation Records. Три из них вышли на сингле «Disengage».

## Revelation Records
В 1987 году Каппо вместе с Джорданом Купером основал инди-лейбл Revelation Records. Первым диском, изданным новым лейблом, стал альбом группы Warzone Lower East Side Crew. Затем вышел компиляционный альбом New York Hardcore 1987: Together, на который вошли песни Youth of Today, Bold, Gorilla Biscuits, Sick of it All и Side By Side. Вскоре Revelation двинулась на запад и издала диски таких калифорнийских ансамблей, как Chain of Strength и No For an Answer. Лейбл существует и по сей день, но с 1990 года его штаб-квартира переместилась из Коннектикута в Калифорнию.

## 1990-е годы: Shelter и кришнакор
В конце 1980-х годов, Каппо, в ходе изучения различных религиозных течений, разделявших его вегетарианские и Straight edge идеи, заинтересовался гаудия-вайшнавизмом и вошёл в контакт с Международным обществом сознания Кришны. Вскоре он стал кришнаитом (приняв гуру и получив духовное имя на санскрите «Рагхунатха Даса») и пропагандистом идеологии, изложенной в «Бхагавад-гите». Каппо решил записать альбом, в котором бы нашли своё отражение его новые верования. Новый альбом заметно отличался по стилю от других записей Youth of Today и Каппо решил выпустить его от имени новой группы — Shelter. С целью издания и продюсирования кришанитских альбомов, Каппо основал инди-лейбл Equal Vision Records. Популярность Shelter привела к формированию нового музыкального поджанра «кришнакор», «духовными праотцами» которого были такие группы, как Cro-Mags и Fed Up!, а основными пропагандистами, кроме Shelter — 108 и Refuse to Fall.

## 2000-е — 2010-е годы
Каппо живёт со своей семьёй в Гринвич-Виллидж в Нью-Йорке и занимается преподаванием йоги и пропагандой веганства. Он посещает местный кришнаитский храм и практикует боевые искусства. Каппо также спонсирует туристические поездки по святым местам и важным центрам йоги в Индии.
В музыкальной жизни Каппо малоактивен. В 2003 году он принял участие в концертном туре по Европе группы Youth of Today, специально объединившейся для этой цели. В 2006 году Shelter записали новый альбом «Eternal» (изданный лейблом Good Life Recordings) и провели европейский концертный тур.

## Дискография
Reflex From Pain
- Checkered Future (1990)

Violent Children
- Violent Children (1983)
- Violent Children (1984)
- Skate Straight (1984)

Youth of Today
- Connecticut Fun compilation (1985)
- Can’t Close My Eyes EP (1986, Positive Force Records)
- Break Down The Walls (1987)
- New York City Hardcore — Together compilation (1987, Revelation Records)
- New York City Hardcore — The Way It Is compilation (1988, Revelation Records)
- We’re Not In This Alone (1988)
- Youth of Today (1990)

Shelter
- Perfection of Desire (1990)
- No Compromise (1990)
- In Defense of Reality (1991)
- Attaining the Supreme (1993)
- Mantra (1995, Roadrunner Records)
- Beyond Planet Earth (1997, Roadrunner Records)
- When 20 Summers Pass (2000, Victory Records)
- The Purpose, The Passion (2001, Supersoul)
- Eternal (2006, Good Life Recordings)

Ray & Porcell
- Ray & Porcell (1991)

Better Than a Thousand
- Just One (1997, Revelation Records)
- Value Driven (1998, Epitaph)
- Self Worth single (1999, Grapes of Wrath)

Story of the Year
- Falling Down (2003, Page Avenue)